# Kerehalli, Sorab
Kerehalli là một làng thuộc tehsil Sorab, huyện Shimoga, bang Karnataka, Ấn Độ.